# SPIE
SPIE (początkowo: Society of Photographic Instrumentation Engineers, następnie: Society of Photo-Optical Instrumentation Engineers) – amerykańska naukowo-techniczna, niedochodowa, zawodowa organizacja międzynarodowa, wyższego pożytku społecznego, o zasięgu globalnym, której przedmiotem działania są optyka, optoelektronika, fotonika. Organizacja powstała w roku 1955. SPIE zrzesza naukowców, akademików, techników, fizyków, administratorów nauki, polityków, przedsiębiorców, studentów i doktorantów, związanych w bezpośredni lub pośredni sposób z fotoniką i optoelektroniką. Obszarem działania SPIE jest nauka i technika, wydawnictwa, przemysł, edukacja, kształcenie i doskonalenie zawodowe, rozpowszechniania i popularyzacja, kształcenie ustawiczne, bezpieczeństwo zawodowe, patentowanie, Internet, business, finanse, polityka i logistyka, oraz integracja środowiska zawodowego w skali globalnej i działania wspierające, stypendialne i charytatywne. Misją SPIE jest interdyscyplinarny rozwój nauki i zastosowań światła.

## Działalność organizacji SPIE
W Europie posiada swoją agendę, utworzoną w 2001 r., SPIE Europe. SPIE współpracuje w Europie z organizacją gospodarczo-społeczną Photonics21, a w USA z Optical Society of America. W USA, SPIE i OSA utworzyły wspólnie program gospodarczo społeczny National Photonics Initiative (NPI). SPIE utrzymuje kilka kluczowych zawodowych portali Internetowych związanych z nauką i techniką światła. SPIE było jednym z inicjatorów powstania Europejskiego Towarzystwa Optycznego i organizacji dużych kongresów naukowo-przemysłowych SPIE Photonics Europe. W czasie ogłoszonego przez UNESCO międzynarodowego roku światła SPIE było inicjatorem wielu imprez społecznych, środowiskowych, gospodarczych i naukowo-technicznych w skali globalnej. Głównym obszarem działalności SPIE jest organizacja konferencji naukowych i wydawanie naukowych materiałów tych spotkań. Rocznie SPIE organizuje i współorganizuje kilkaset konferencji, głównie w USA, ale także na całym świecie. W 2024 roku prezydentką organizacji jest Jennifer Barton. Od 1955 organizacja posiadała ok. 1800 wybranych członków. 

## SPIE w Polsce
W Polsce od lat osiemdziesiątych działała początkowo Polska Grupa Członków SPIE pod patronatem SEP, a następnie Polska Sekcja SPIE, stowarzyszona z Polskim Komitetem Optoelektroniki SEP, która w roku 2007 została przekształcona w Polskie Stowarzyszenie Fotoniczne. Inicjatorami współpracy krajowego środowiska naukowo-technicznego optoelektroniki ze SPIE byli m.in.: Adam Smoliński, Maksymilian Pluta, Ryszard Romaniuk, Andrzej Domański i Andrzej Zieliński. W kraju, oprócz Polskiego Stowarzyszenia Fotonicznego, ze SPIE współpracują także pokrewne organizacje zawodowe jak Sekcja Optyki Polskiego Towarzystwa Fizycznego, Polski Komitet Optoelektroniki Stowarzyszenia Elektryków Polskich, Sekcja Optoelektroniki Komitetu Elektroniki i Telekomunikacji Polskiej Akademii Nauk, Polska Sekcja IEEE. SPIE jest jednym z największych światowych wydawców naukowo-technicznych w dziedzinie optyki i fotoniki. Wydaje książki naukowe, monografie tematyczne, podręczniki, czasopisma, biuletyny, oraz serię wydawniczą Proceedings SPIE. SPIE wspiera międzynarodowe coroczne spotkanie naukowe fotoniki i elektroniki młodych uczonych organizowane w kraju i znane jako Sympozjum WILGA, poprzez przyznawanie nagród za najlepsze prezentacje studentów i doktorantów oraz publikację materiałów Sympozjum w serii Proceedings SPIE.